# Каримлу, Рамин
Рамин Каримлу (англ. Ramin Karimloo) — канадский певец и актер конца XX и начала XXI века. Известен исполнением ведущих партий в вест-эндских мюзиклах («Бульвар Сансет», «Призрак Оперы», «Отверженные», «Любовь не умрёт никогда»). Лауреат премий Broadwayworld.com и Whatsonstage.com, номинант премии Лоренса Оливье, номинант премии «Тони».

## Биография
Рамин Каримлу родился в Тегеране в сентябре 1978 года, в разгар кризиса, разрешившегося немного погодя исламской революцией. Вскоре его семья бежала из Ирана. Проведя три года в Италии, они добрались до Канады, где поселились в Питерборо (Онтарио). Когда семья Каримлу перебралась в Ричмонд-Хилл, будущее Рамина было уже ясным: он, «как любой приличный иранский мальчик», должен был стать врачом или юристом. Но в 12 лет он со своим классом посмотрел мюзикл «Призрак Оперы». С этого дня он мечтает о певческой карьере.
В 1994 году Рамин, которому дали понять, что в 17 лет рано думать о ролях в музыкальном театре, увлекается рок-музыкой. Его кумиром становится солист The Tragically Hip Горд Дауни, которому он подражает во всем, от исполнительской манеры до походки и одежды. В 17 лет, накинув себе возраст, он записывается исполнителем на круизный теплоход и следующие два года проводит в море, попутно изучая актерское мастерство. К 20 годам он становится дублером исполнителя роли Короля пиратов в постановке «Пиратов Пензанса» Театра на открытом воздухе (англ. Open Air Theatre, Regent's Park) в Риджентс-парке (Лондон), а к 21 году уже получает там же центральную роль Джо Гиллиса в «Бульваре Сансет». После этого в течение нескольких лет он исполняет различные партии в «Отверженные», но для его амбиций этого мало:
Я всем говорил, что если к 25 годам не получу ведущую роль в Вест-Энде, то все брошу и стану полисменом.
В 23 года Рамину предложили роль Рауля в вест-эндской постановке «Призрак Оперы», но он заявил продюсеру, что хочет петь заглавную партию. После проб он был утвержден на роль Призрака, несмотря на молодость. Его исполнение оказалось настолько успешным, что сам Эндрю Ллойд Уэббер, заканчивая работу над продолжением «Призрака Оперы», мюзиклом «Любовь не умрёт никогда», предложил ему исполнить заглавную партию на премьере.
Роль Призрака в новом мюзикле принесла Рамину награды Broadwayworld.com и Whatsonstage.com в номинации «лучший актер» и номинацию на премии Лоренса Оливье. В 2012 лейбл Sony Masterworks выпустил первый сольный альбом Каримлу, в который вошли хиты из мюзиклов, кавер-версии песен Брайана Адамса и Muse, а также новые песни, в том числе сочиненные самим певцом.
22 октября 2013 года было объявлено, что Каримлу будет исполнять роль Жана Вальжана в возобновлённой бродвейской постановке «Отверженных», начиная с марта 2014 года; последние выступления запланированы на конец августа 2015.